# Château Wartenberg

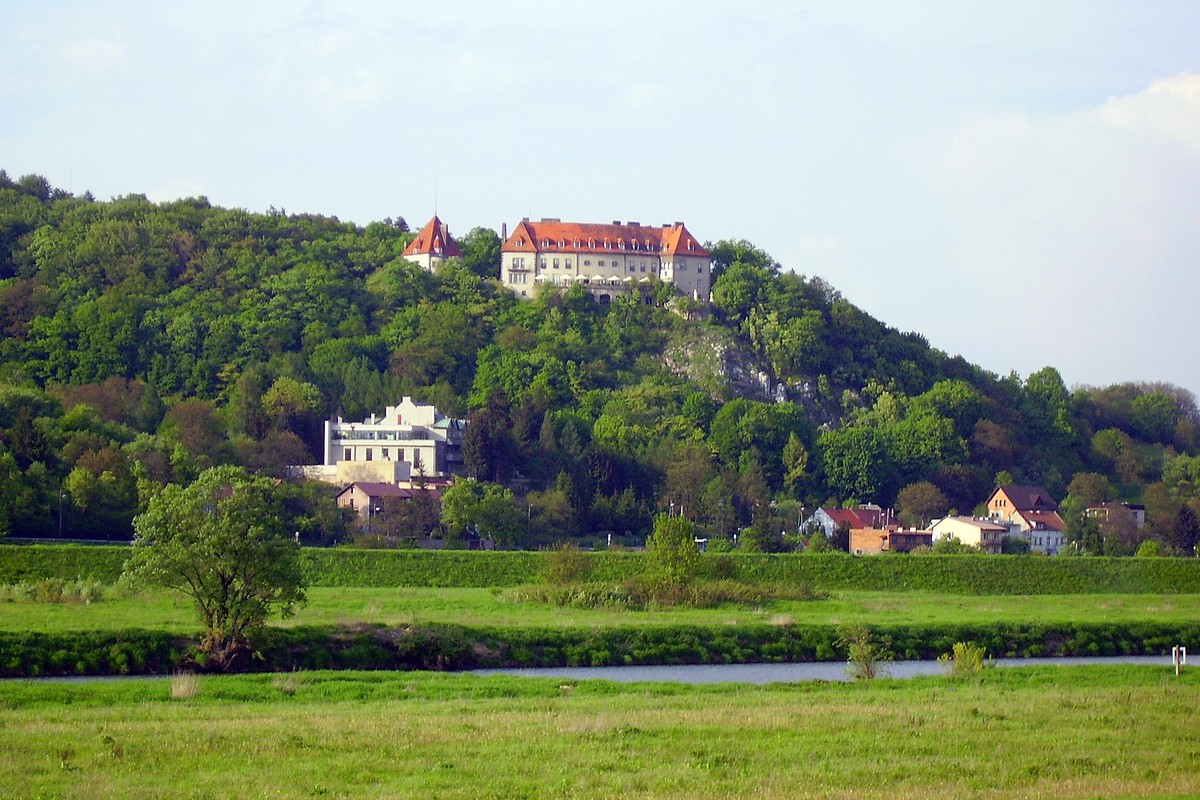
Vue depuis la vallée de la Vistule

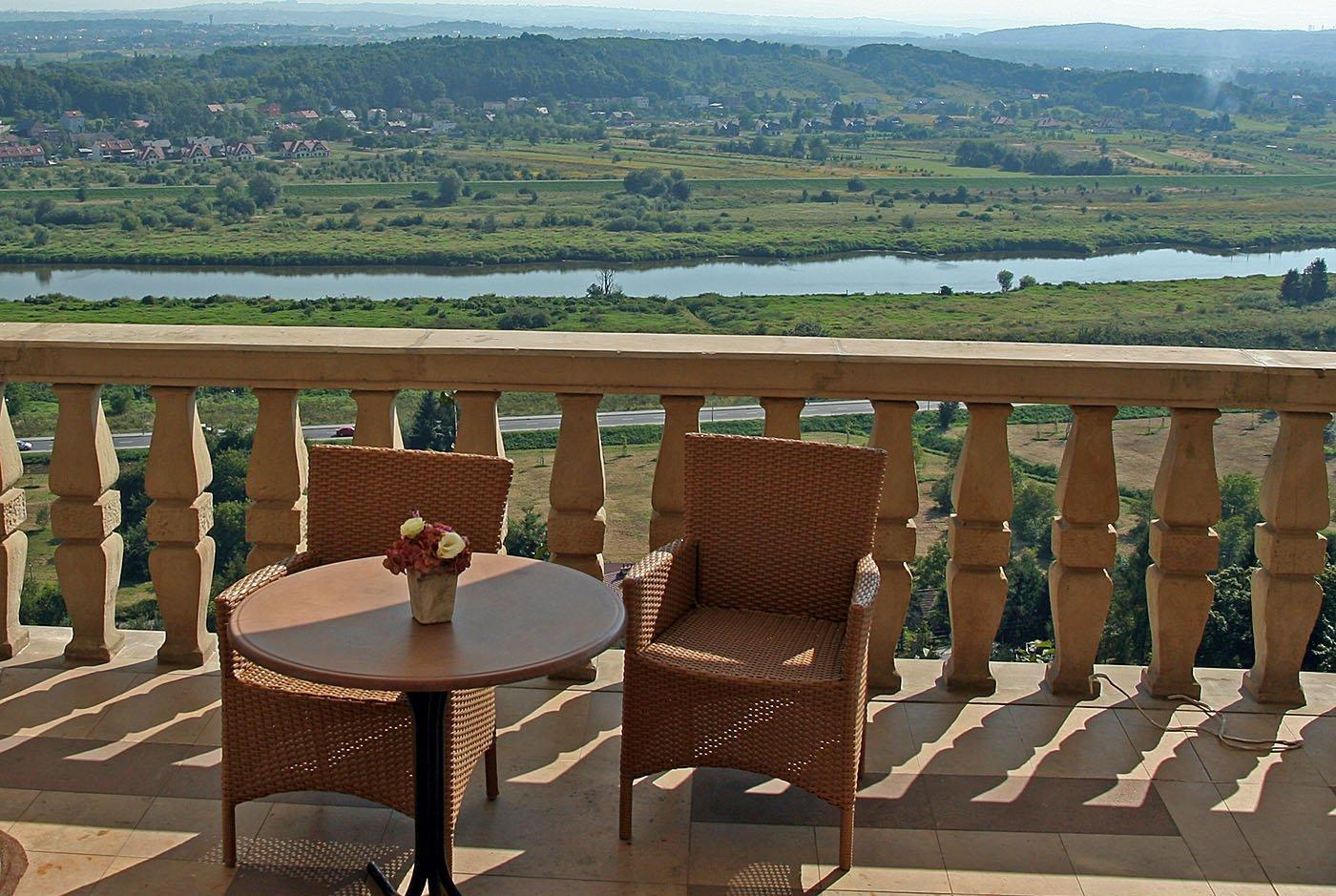
Vue sur la vallée de la Vistule

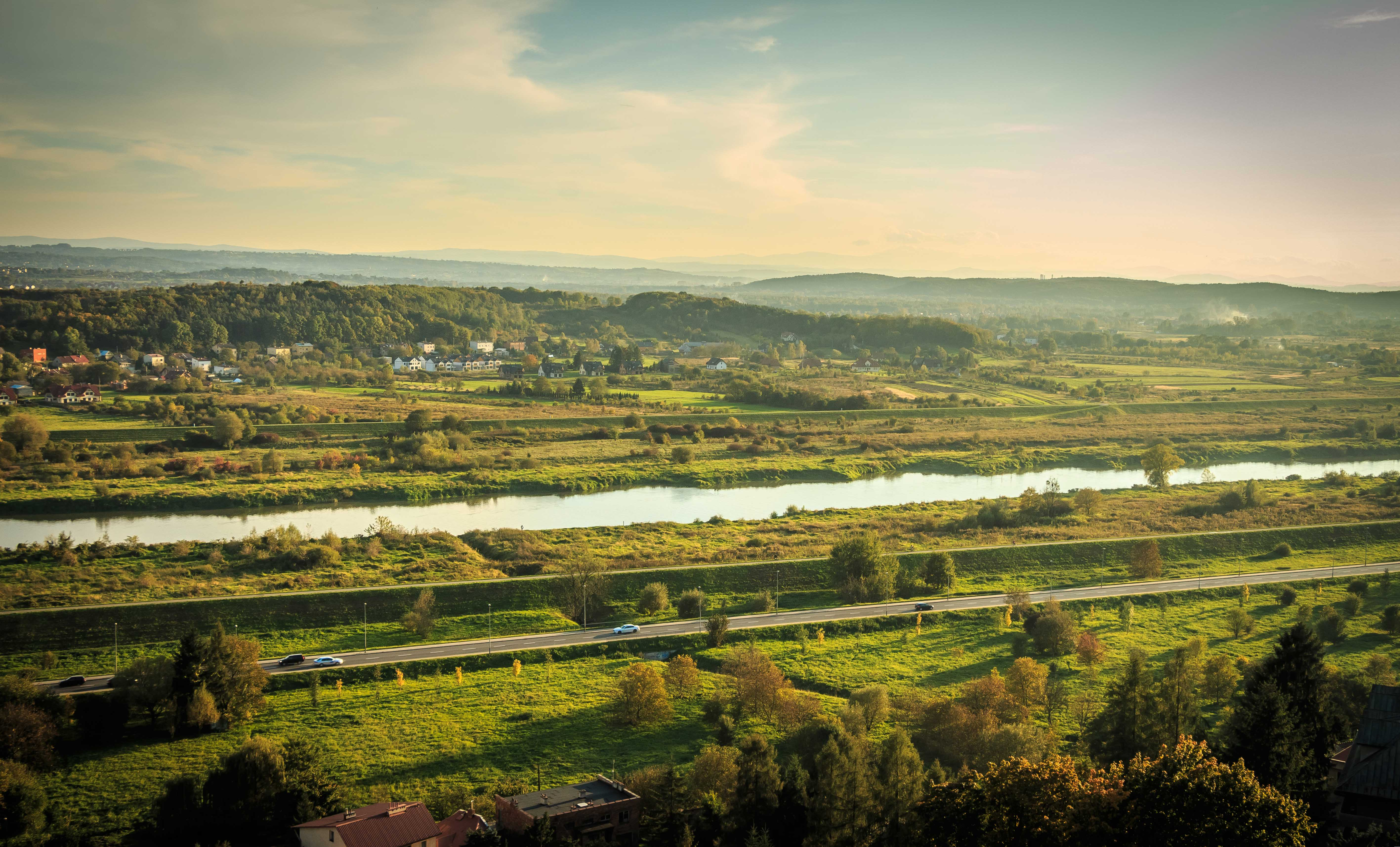
Vue sur la vallée de la Vistule

Le château de Wartenberg (en polonais Zamek w Przegorzałach) est un château situé à Cracovie près de la forêt Wolski.

## Histoire
Entre 1928 et 1929, Adolf Szyszko-Bohusz (pl) construit la Villa Baszta sur le rocher de Przegorzały, précédemment acquis par le monastère camaldule. La villa fut confisquée par les occupants allemands en 1940 et le gouverneur du district Otto Wächter y emménagea. Wächter a également fait concevoir le château de Wartenberg par Szyszko-Bohusz, construit à côté de la villa de 1942 à 1943, mais a été déplacé à Lemberg en 1942 avant son achèvement et le bâtiment était initialement vide. Le gouverneur général Hans Frank a offert le château en cadeau à Heinrich Himmler lors de sa visite à Cracovie en 1943, qui l'a désigné comme sanatorium pour les officiers SS et de la Luftwaffe. Le château devait être relié à la vallée de la Vistule par un téléphérique, ce qui n'a pas été mis en œuvre. Le château a été utilisé comme hôpital à la fin de 1944. Le 18 janvier 1945, il est occupé par l'Armée rouge. Le bâtiment est actuellement utilisé par l'université Jagellonne de Cracovie. Les étages inférieurs sont loués à des établissements de restauration (restaurants, cafés).

## Emplacement
La réserve naturelle Skałki Przegorzalskie est située sous le château. La maison d'hôtes de l'université Jagellonne est située au-dessus du château.

## Littérature
- Barbara Zbroja, Konrad Myślik : Château de Wartenberg. W : Nieznany portret Cracovie. Cracovie : 2010, p. 298-301.  (ISBN 978-83-7505-550-4) .
- Dieter Schenk : Krakauer Burg : Le centre de pouvoir du gouverneur général Hans Frank 1939-1945. Berlin : 2010, p. 60-61.
- Agnieszka Sabor : Peryferie, czyli przewodnik po nieznanym mieście. Tygodnik Powszechny, 29 ans. septembre 2002.
- Philippe Sands : La ligne des rats. Un nazi en fuite, le mensonge, l'amour et la recherche de la vérité. Traduction Thomas Bertram. S. Fischer, Francfort-sur-le-Main 2020,  (ISBN 978-3-10-397443-0) (via Otto Wächter)

## Liens web
- Restaurant au rez-de-chaussée